# Бринський Антон Петрович
Анто́н Петро́вич Бри́нський (* 10 червня 1906, село Андріївка, нині Кам'янець-Подільський район, Хмельницька область, Україна — † 14 червня 1981, Горький, РРФСР, СРСР) — радянський розвідник-диверсант, письменник. Герой Радянського Союзу (4 лютого 1944).

## Біографія
Народився 10 червня 1906 року в селі Андріївка (нині Хмельницька область) у селянській родині.
У 1921 поселився в Кам'янці-Подільському, жив у свого дядька Івана біля синагоги. Навчався в учительській семінарії (кілька місяців), 1922 року в трудовій школі № 2 (нині ЗОШ № 8), у 1923—1924 роках у лісовій профшколі, у 1925—1926 роках — у радянській партійній школі. У Кам'янці-Подільському вступив у комсомол (1922), партію (1925). Секретар райкому комсомолу, голова райвиконкому в Старій Ушиці (1926—1927).
З 1928 року в Червоній армії. 
У 1939 був учасником вторгнення військ СРСР у Західну Білорусь.
Початок німецько-радянської війни зустрів біля Білостока. Батальйон, в якому Бринський був комісаром, потрапив в оточення, перейшов до партизанських методів боротьби у Вітебській і Мінській областях, здійснив рейд в Україну, встановив зв'язок із підпільниками Волинської та Рівненської областей. Об'єднавшись із місцевими партизанськими та підпільними групами, загін було реорганізовано в партизанську бригаду особливого призначення.
Від серпня 1941 року до квітня 1944 року перебував у розпорядженні ГРУ Генерального штабу Червоної армії, виконував спеціальні завдання в тилу німців. Партизанське прізвисько — «дядя Пєтя».
Бригада під командуванням підполковника Бринського здійснила близько 5000 диверсій на території Білорусі, України та Польщі: партизани пустили під укіс 800 ешелонів, спалили понад 500 автомашин, 73 танки, висадили в повітря близько 100 мостів, знищили тисячі нацистів. 
На початку 1943 бригада Бринського влаштувала низку провокацій, внаслідок яких почалися репресії німецького командування проти українських поліціантів . Відтак останні пішли в ліси, приєднавшись до українських партизанів . На думку деяких істориків, така зміна співвідношпення сил спричинила ескалації польсько-українського конфлікту на Волині . 
13 жовтня 1943 року його загін спалив село Стара Рафалівка (нині Володимирецького району Рівненської області України), вбивши близько 60 людей, серед них і дітей (хлопчикові розпороли живота штиком, а дівчинку спалили живцем) .
1945 — закінчив курси «Постріл», 1952 — курси комісарів дивізії.
Від 1958 року — полковник у відставці.

## Нагороди, пам'ять
Нагороджено трьома орденами Леніна.
У Нижньому Новгороді іменем Бринського названо вулицю, дитячу бібліотеку, а на будинку, де він мешкав, встановлено меморіальну дошку.
Почесний громадянин Луцька (ухвала Луцької міської ради від 7 жовтня 1971 року, № 411) . Позбавлений цього звання 29 серпня 2018 року .
в Маневичах йому встановлений памʼятник.

## Творчість
Твори з партизанського життя:

Художній конверт із портретом Антона Бринського (Росія, 2006)

- «По той бік фронту» (Москва, 1958; Київ, 1976 — книга 1, 1978 — книга 2),
- «Хлопчик у картатому кашкеті» (Горький, 1960),
- «Партизанський кур'єр» (Горький, 1961),
- «Бойові супутники мої» (Горький, 1964),
- «Моя Андріївка» (автобіографічна повість; Горький, 1976).